# Xenophrys robusta
Xenophrys robusta és una espècie de gripau que viu al Nepal oriental i l'Índia nord-est. Específicament, L'espècie es distribueix en àrees entre els 1.100 i els 2.000 metres d'altitud. L'hàbitat de l'espècie està associat a la vegetació de ribera en boscs humits tropicals. Xenophrys robusta es reprodueix en els rierols del bosc.